# آن د. يودر
آن دافني يودر هي عالمة أحياء وباحثة وأستاذة في قسم الأحياء بجامعة ديوك في دورهام بولاية نورث كارولينا بالولايات المتحدة. يتضمن عمل يودر دراسة وحفظ وحماية التنوع البيولوجي المتعدد الموجود في مدغشقر . يركز أحد مواضيع بحثها الرئيسية على تنوع تعداد الليمور الموجود في الجزيرة. على وجه التحديد، يركز بحث يودر على عوامل جغرافية متنوعة تؤدي إلى مستويات مختلفة من الاختلافات البيولوجية في عملية الأنتواع. تستخدم تحقيقاتها أبحاث الجينوم لزيادة فهم الدرجة المعقدة والفريدة من الانتواع التي تحدث في تجمعات الليمور.

## السيرة الشخصية
ولدت آن يودر في شارلوت بشمال كارولينا. آن هي ابنة الصحفي الأمريكي الحاصل على جائزة بولتيزر ايدوين يودر و ماري جين يودر. و هي متزوجة من الكاتب والفنان ديفيد مايكل هارت.

## التعليم والمهنة

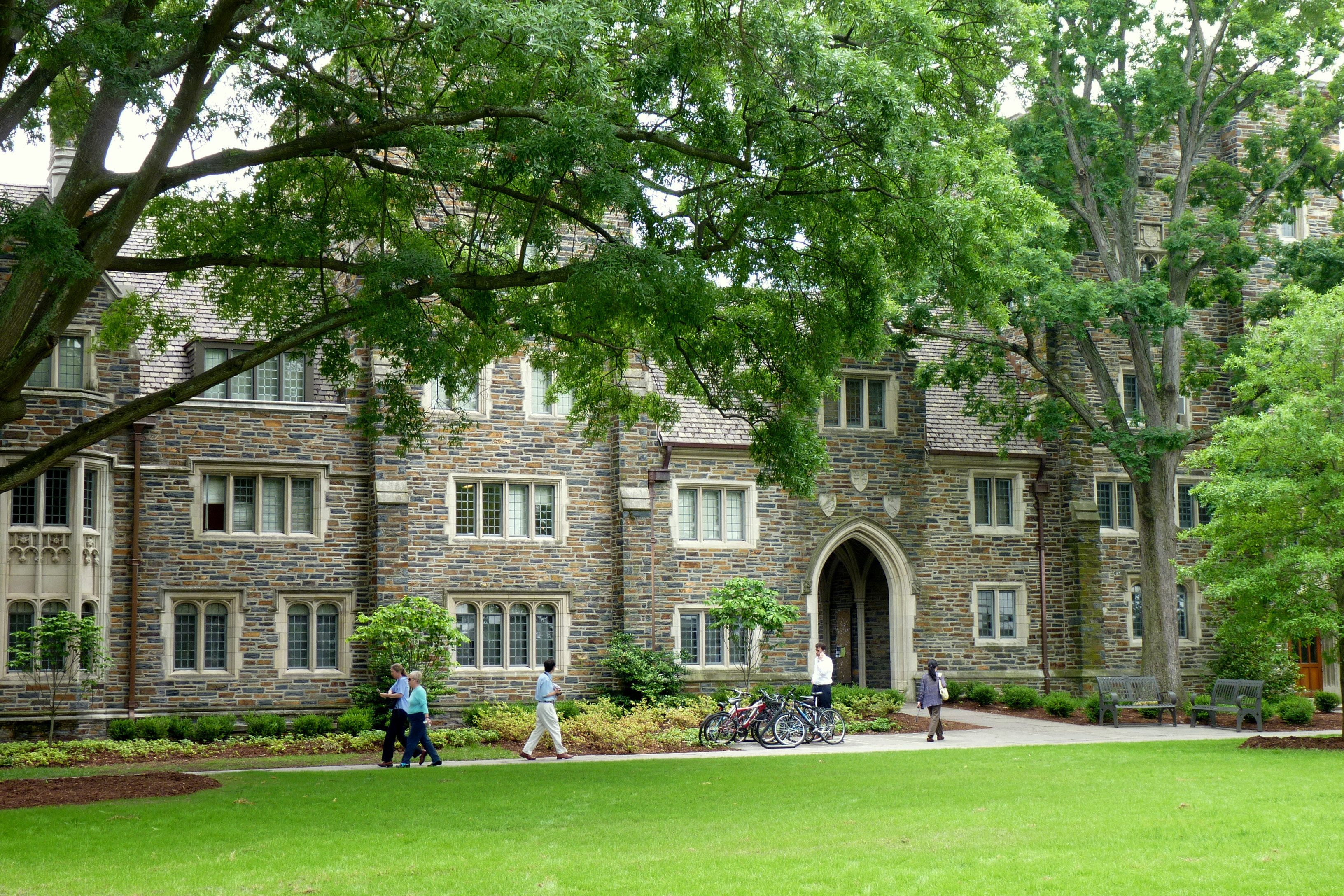
جامعة ديوك

حصلت يودر على درجة البكالوريوس في علم الحيوان من جامعة نورث كارولينا في تشابل هيل ، في عام 1981. قبل حصولها على الدكتوراه، عملت آن في كل من متحف سميثسونيان للتاريخ الطبيعي والمتحف الأمريكي للتاريخ الطبيعي ، في قسم علم الحيوان الفقاري وقسم الثدييات على التوالي. أكملت لتلقي شهادة الدكتوراه في علم الأحياء من جامعة ديوك عام 1992. على مدى السنوات الثلاث التالية، كانت آن زميلة ما بعد الدكتوراه في برنامج علم الأحياء البيئي بجامعة هارفارد . من 1996-2001 ، كانت يودر أستاذًا مساعدًا في جامعة نورث وسترن . عملت كأستاذ مساعد في جامعة ييل من 2001-2005. خلال فترة وجودها في جامعة ييل، أصبحت يودر أيضًا أمينًا مساعدًا للثدييات في متحف بيبودي للتاريخ الطبيعي . في عام 2005 ، أصبحت يودر أستاذ علم الأحياء في كلية ترينيتي للفنون والعلوم في جامعة ديوك. في عام 2006 ، أصبحت مديرة لمركز ديوك ليمور ، الذي يضم 18 نوعًا مختلفًا من الليمور وأكثر من 250 عينة. غالبًا ما تستشهد يودر بمركز ليمور كمصدر الإلهام وبروز مسيرتها المهنية في علوم الحيوان والعلوم البيئية. بصفتها مديرة المركز، تسعى يودر إلى تعزيز العلاقات الوثيقة بالفعل مع قسم الأنثروبولوجيا والتشريح الحيوي في جامعة ديوك. كما تريد زيادة الروابط البحثية والتعليمية مع مدرسة نيكولاس للبيئة وعلوم الأرض ومعهد علوم الجينوم والسياسات (آي جي اس بي) ومنظمات ديوك الأخرى. في وقت لاحق، في عام 2011 ، انضمت إلى مركز دوربي لصحة السكان والشيخوخة كباحثة في أبحاث في الكلية. في نفس العام، أصبحت أيضًا عضوًا في شبكة أعضاء هيئة التدريس في معهد ديوك لعلوم الدماغ. في عام 2014 ، أصبحت يودرتابعة لمبادرة ديوك للعلوم والمجتمع. آن هي رئيسة اللجنة التنفيذية لجمعية علماء الأحياء المنهجية، والتي تنشر المجلة الأكاديمية، سيستيماتيك بيولوجيستس . انضمت يودر إلى كلية ديوك في أغسطس 2017.

## ابحاث

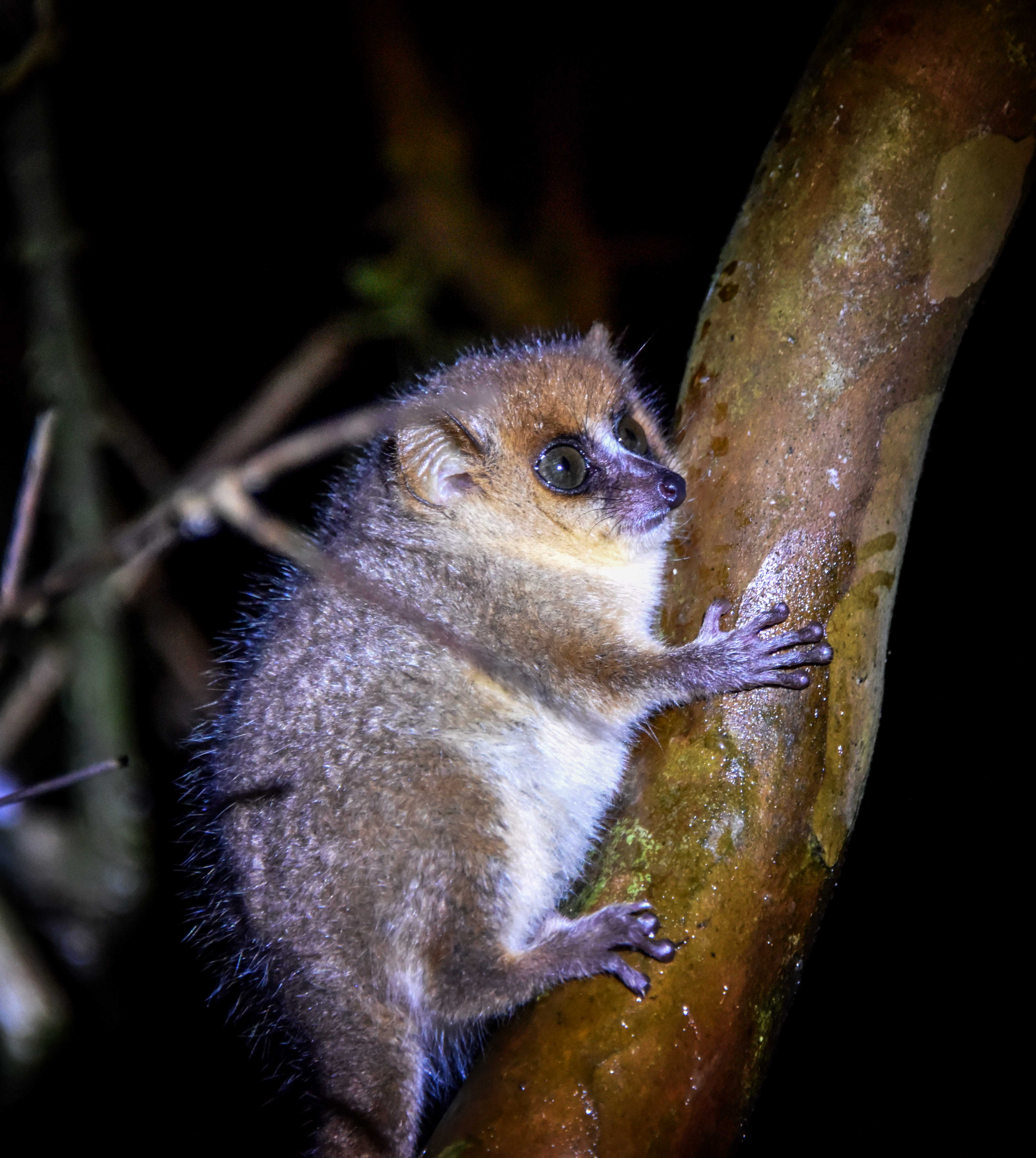
فأر ليمور

تدور أعمال يودر حول مجموعة متنوعة من الموضوعات البحثية بما في ذلك الدراسات البيئية، والانتواع، والتطور البيولوجي، وعلم الوراثة ، وجغرافيا الأنساب. كما شاركت يودر في الأبحاث التي تسعى إلى فهم آثار تغير المناخ على بيئة مدغشقر، وسكان الليمور الأصليين، وأنماط الهجرة المحتملة التي قد يقوم بها الليمور بسبب الزيادة المستمرة في درجات الحرارة. في الآونة الأخيرة، أجرت يودر وفريقها بحثًا عن فصيلة من الليمور الفأري. من خلال أبحاثهم، تمكنوا من توضيح التغيرات في بيئة مدغشقر، تجزئة الموائل الأصلية، من خلال تحليل المادة الوراثية الخاصة بالليمور الفأري سريعة التطور. تمكنت يودر وفريقها من تقييم هذه البيانات بسبب معدلات التكاثر العالية والمرتفعة لليمور الفأري، مما يسمح بفحص التغييرات في الحمض النووي بسهولة أكبر. نشرت وشاركت في نشر أكثر من مائة ورقة بحثية منذ عام 1992 في العديد من المجلات العلمية والأكاديمية بما في ذلك العلوم، الطبيعة والإيكولوجيا الجزيئية ‏ ومجلة علم الأحياء التطوري ‏ وقضايا الأكاديمية الوطنية للعلوم والمجلة الأمريكية لعلم الأوليات، والمجلة الأمريكية للأنثروبولوجيا الفيزيائية . بالإضافة إلى أوراقها المنشورة، تحتفظ يودر بموقعها الإلكتروني، زا يودر لاب، والذي يتضمن تحديثات بشأن بحثها المستمر. وكتبت يودر من موقعها على الإنترنت أن بيانها البحثي يتكون من «علم الوراثة التطوري المتكامل في خدمة الحفاظ على التنوع البيولوجي».

## التواصل والمنح الدراسية
شاركت يودر مع منظمة Women in Science tomorrow تومورو غير الربحية، وانضمت إلى مجلس الإدارة. الهدف الأساسي للمنظمة هو زيادة الاهتمام العام بالعلوم للفتيات. كما شاركت يودر مع FEMMES ، أو الإناث اللواتي يملكن المزيد في الرياضيات والهندسة والعلوم، كمستشارة أطروحة.

## الجوائز والتكريمات
- زمالة مؤسسة جون سيمون جوجنهايم ميموريال (2018)
- زمالة مؤسسة ألكسندر فون همبولدت (2018)
- مدرسة Duke Graduate School Few-Glasson Alumni Inductee (2018)
- أستاذ براكستون كرافن المتميز في علم الأحياء التطوري (2017)
- جمعية علم الأحياء المنهجية، الرئيس المنتخب (2015)
- جائزة المؤسسة الوطنية للعلوم للتطوير الوظيفي (2000)
- جائزة جوزفين باي بول وجائزة مايكل بول لمؤسسة التنوع البيولوجي (2002)
- زمالة كاثرين ستيرن أطروحة (1991)
- أفضل ورقة طالب في علم الحيوان المنهجي، الجمعية الأمريكية لعلماء الحيوان (1991)
- جائزة شيروود واشبورن للطالب، الرابطة الأمريكية لعلماء الأنثروبولوجيا الفيزيائية (1991)